# 昆彭圖姆
13°59′N 14°34′W / 13.983°N 14.567°W
昆彭圖姆（法語：Koumpentoum），是塞內加爾的城鎮，位於該國東部，由坦巴昆達區負責管轄，是昆彭圖姆省的首府，始建於2008年7月，海拔高度23米，2013年人口約13,000。